# Nadine Beiler
Nadine Beiler (født 27. maj 1990 i Inzing, Østrig) er en østrigsk sangerinde. Hun vandt talentkonkurrencen Starmania (minder meget om Idols) i 2007 og udsendte kort efter sin første single Alles was du willst. Senere på året kom hendes første plade Komm doch mal ruber, der nåede 4. pladsen på den østrigske hitliste.
Den 25. februar 2011 vandt hun det nationale melodi grand prix og skal derfor repræsentere Østrig i Eurovision Song Contest 2011 i Düsseldorf med sangen The secret is love.

## Udgivelser

### Plader
- Komm doch mal ruber (25. maj 2007)
- I've got a voice (13. maj 2011)

### Singler
- Alles was du willst
- Was wir sind
- The secret is love